# Кирьяжский погост
Кирьяжский погост (Куркиёкский погост) — погост вокруг торгового городка Кирьяж, Корельского уезда Водской пятины.

## Призвание варягов
По теории Александра Шарымова, Рюрик Альдейгьюборгский с братьями Трувором и Синеусом, имели своей столицей (крепостью) один из островов в границах Кирьяжского погоста — о. Линнамяки, или же совсем рядом, возможно это остров, на котором стоит крепость Корела. Как пишет А. Шарымов: «… Что же до племени русь, то часть его продолжала жить на Карельском перешейке (он же — „остров русов“), по прошествии времени вернувшись, видимо, к имени, которым владела раньше. Таким образом, „северобалтийская русь“ вновь стала „корелой“…»
В топонимике окрестностей встречаются названия «Рюрикаярви», что не может быть случайным.
Территория Руси IX века, включавшая земли от Корелы до Ботнического залива и границы с Норвегией, также свидетельствует в пользу теории Шарымова.

## Первые письменные упоминания
Ко времени первого упоминания в письменных источниках на территории погоста есть несколько действующих монастырей и скитов, торговый порт с церковью в бухте Раханиеми (Денежный мыс), большая дорога, идущая от Корелы-Кексгольма к Сердоволю.
Всё свидетельствует о многовековой обустроенности здешних мест, ведь создать подобную инфраструктуру за одно столетие маловероятно.
Кирьяжский погост имел важное торговое значение, располагаясь на перекрестке торговых дорог, имел летние пути в Новгород, на Балтийское море и Онежское озеро, и зимние торговые дороги в Ботнию, на побережье Каяна моря.
Погост находился в зоне набегов свейских немцев (шведов) где, в течение столетий, происходили стычки и значительные сражения, отмеченные в летописях.

## Шведская оккупация в XVI веке
В конце 1572 года шведские войска под командованием Г. Флеминга выступили из Выборга, чтобы отомстить русским за прошлогодний набег казацко-татарской конницы на южные районы Финляндии. На своем пути шведы уничтожали всё живое и разрушали все постройки. В Кирьяжском погосте ими были сожжены центральная слобода, две церкви в Куркиеках и Отсанлахти и женский монастырь на острове Каннансаари. В своем донесении шведскому королю Юхану III он пишет: «В центральной слободе Кирьяжского погоста мы обнаружили две красивых церкви и монастырь. Сожгли всё…». А в конце прибавляет: «…устроили русским кровавое Рождество». Затем его войска прошли по побережью всего Ладожского озера, сожгли город Корела и Коневецкий монастырь, однако взять крепость Корела Флеминг не смог. В 1575 году было заключено перемирие, которое продлилось два года.

## 90 лет под шведами
В разгар смутного времени, шведский авантюрист Яков Делагарди, призванный правительством Василия Шуйского для помощи в войне с поляками, захватил Кирьяжский погост.
После 1617 года православное население Кирьяжского погоста, то есть собственно карелы, бежало на восток. Финны-лютеране привезенные шведами из округа Саво, вырезали местное население при поддержке шведской армии, и впоследствии занимали брошенные дома карелов.
Косвенным свидетельством служат рассказы карелов о том, как их предки переодевались в финское платье, идя из леса в городок, «чтобы их не убили шведы».
Исход из Кирьяжского погоста принял массовый характер после русско-шведской войны 1656—1658 годов, которая в летописях шведов упоминается как «война за веру». Население погоста встречало русские войска как освободителей. В Тохмаярви, Липери и Иломантси случились восстания против шведов. Шведы и финны-лютеране бежали из Приладожской Карелии.
3 июля 1656 года русские осадили Кексгольм, но взять крепость не удалось. В конце сентября осаду сняли, и русские войска ушли.
Шведы прошли по побережью Ладоги, сжигая православные церкви, пожитки, скот и дома православных карел. Осенью 1656 года церковь Пресвятой Богородицы в Куркиёках была разрушена.
Вместе с русскими войсками бежало и большинство православных карел. Если до войны в Тиурула было 49 % православных карел, то после войны стало 9 %. В Куркиёках было 51 %, стало 6 %. В Яккима было 58 %, стало 4 %.
До войны 1656 года из Кексгольмского лена бежало 11000 человек, вместе с отступавшими войсками ушло ещё 15000 человек. Всего в XVII веке Приладожскую Карелию покинуло 30000 православных карел. Большая их часть была расселена в Бежецком и Валдайском районах. Часть их осела в районах Новгорода, Белого озера и Вологды. Карельские беженцы образовали компактное поселение в Тверских землях в районах Торжокском и Бежецком, получившем в дальнейшем название Тверской Карелии.
Многие беженцы из Тиурула осели в районе Тихвина.
На побережье Ладоги множество карел бежавших от шведов с западного берега, принял Олонецкий погост на восточном берегу.
Беженцы расселялись на государственных, вотчинных и монастырских землях. В частности Иверский монастырь пригласил карел селиться на его землях в Деревской пятине.
После этой войны православные карелы в провинциях оккупированных шведами составили около 5 %.
Таким образом, за 40 лет после Столбовского мира карельское население
было изгнано с исконных карельских территорий, и заменено финнами.
По условиям Столбовского договора шведы обязались не притеснять местное
карельское население на религиозной почве.
Как видим, условия договора были сразу же нарушены.
Во время 90-летнего правления шведов (1617—1711 годы) Кирьяж был переименован в Кронборг,
вот некоторые сведения времен шведского правления, разумеется торговля и промыслы не были вновь устроенными, пользовались тем что сохранилось от прежних времен — "В Куркиёкском погосте было производство дёгтя и смолы. Производством дёгтя занимались артели. Одна артель в год производила до 300 бочек дёгтя для местных нужд и на продажу.
Куркиёки имели судоверфь, на которой строили парусные суда от 10 до 3000 т. Распространённый формат судов местных жителей — 50 тонн. Местные моряки занимались малым каботажем на Балтике и по Ладоге. Этот тип судов назывался «Лайба», имел две или три мачты с косым вооружением. Такие суда обслуживали недорогие каботажные перевозки Санкт-Петербург — Прибалтика до 1917 года.
Шведские законы запрещали торговлю на селе. Запрет значительно подорвал экономику погоста. Во исправление в 1627 году было разрешено торговать в деревнях на территории Кексгольмского лена.
В Кронборге проходили две ярмарки в году — весной и осенью…
Основными предметами торговли были зерно, масло, воск, дёготь, меха, лен, конопля и шерстяная пряжа, лошади. Привозили в Куркиёки соль, пшеницу, пряности, табак, олово, текстиль.
Поскольку Куркиёкское графство располагалось вблизи границы с Россией, местные жители должны были входить в ополчение.
В Куркиёках процветала контрабанда. Предметами контрабанды были соль, табак и дёготь.

## Потеря Кронборгом статуса города
Во время правления императрицы Екатерины II город потерял статус, затем посёлок был переименован в Куркиёки уже финнами в XIX веке.

## 1811 год. Основание Александром I Великого княжества Финляндского
Великое княжество Финляндское основано Александром I в 1811 году (манифестом от 11 (23) декабря) и включило в себя собственно шведскую Финляндию, часть русской Карелии, а также всю Выборгскую губернию до границ Санкт-Петербурга.

## 1918—1940 годы. В составе Финляндии
В связи с переворотом 1917 года, финские социал-демократы получили у В. Ульянова формальное согласие на независимость. Но Красная Финляндия не состоялась, так как Германия высадила на побережье немецкий экспедиционный корпус, который подавил революцию, и возвел на престол княжества немецкого кронпринца Фридриха Карла Гессен-Кассельского. По окончании Первой мировой войны, по условиям Версальского договора, немцы оставили Финляндию.
В 1920-е и 1930-е годы на территории Куркиёкского погоста развивалось молочное животноводство, но не совсем обычным образом. Финским правительством на строительство коровников выдавались ссуды, на условиях, что коровник будет каменным, а проект согласован с военным ведомством Финляндии. На ряде островов погоста (Хейнасеймаа, Рахмансари, Мекирюке и Путсари) возведены бетонные позиции для морских орудий и размещены военные части. В Лахденпохье действовал лесопильный завод и верфь, выпускавшая деревянные мотоботы.

## 1940—1941 годы. Между двумя войнами
В межвоенный период проводилась советизация имеющейся инфраструктуры. Образование колхозов, машинно тракторных станций, исполкомов советов и партийных комитетов. Были развернуты пограничные войска и военные гарнизоны

## 1941—1944 годы. Снова в Финляндии. Немецкие и итальянские войска на территории погоста
С июня по сентябрь 1941 года русские части вели бои, отступая к Ладоге. На острове Кильпола были прижаты к побережью две дивизии. Часть из их состава удалось вывезти на Валаам.
В 1942 году в [Лахденпохья] по железной дороге были доставлены в разобранном виде немецкие быстроходные десантные баржи «Зигель» с немецкими экипажами войск СС. Баржи имели сильное артиллерийское вооружение и были построены для захвата Британии.
Для поддержки группировки «Зигелей», также по железной дороге из Италии в Лахденпохья доставили деревянные торпедные катера с итальянскими экипажами.
В навигацию 1942 года эта корабельная группа попыталась захватить остров Сухо на Ладожском озере, но была разбита кораблями Ладожской флотилии и авиацией. Так как основная задача оказалась невыполненной, торпедные катера переправили на Балтику, а итальянские экипажи — на родину.
Часть неповрежденных барж «Зигель» была вывезена в Германию. Созданная во время войны инфраструктура использовалась в 1950-е и 1960-е годы как база торпедных катеров и подводных лодок. Фрагменты захваченных «Зигелей» использовались после войны как наплавные причалы.
В Лахденпохья с 1941 по 1944 год строились малые пулемётные и артиллерийские баркасы из дерева, экипажи из 2-3 человек на них составляли финны.

## Послевоенный период
В 1960-е годы причал Куркиёки некоторое время использовался как нефтяной порт для транзита нефти в Финляндию компанией «Волго-нефть».
В настоящее время Куркиёки относится к территориальному образованию Лахденпохский район, и сохранил значение как сельскохозяйственный и дачный поселок.